# واليس غران
واليس غران (بالسويدية: Wallis Grahn)‏ هي ممثلة سويدية، ولدت في 13 فبراير 1945 في ستوكهولم في السويد، وتوفيت بنفس المكان في 18 يناير 2018.

## وصلات خارجية
- واليس غران على موقع IMDb (الإنجليزية)
- واليس غران على موقع قاعدة بيانات الأفلام السويدية (السويدية)
- واليس غران على موقع قاعدة بيانات الفيلم (الإنجليزية)